# Пилипенко, Сергей Владимирович (государственный деятель)
Сергей Владимирович Пилипенко (род. 1 января 1970, пгт. Ясный, Светлинский район, Оренбургская область, РСФСР, СССР) — российский государственный деятель. Исполняющий обязанности главы муниципального образования «Город Саратов» (2017—2018). Глава администрации Кировского района города Саратов (2009—2015, 2018—2023).

## Биография
Родился 1 января 1970 в посёлке городского типа Ясный Светлинского района (ныне Ясненского района) Оренбургской области РСФСР.
В 1993 году закончил Саратовский государственный технический университет. После окончания университета, в 1988—1989 годах проходил срочную службу в вооруженных силах.
С 1991 по 2001 годы работал на различных руководящих должностях в сфере жилищно-коммунального хозяйства города Саратова: начальником жилищно-коммунального отдела Саратовского электромеханического завода «Электроаппарат», заместителем главного инженера по теплу муниципального предприятия Жилищно-коммунального хозяйства, директором муниципального учреждения «Дирекция единого заказчика по Ленинскому району города Саратова».
В 2000 году закончил Поволжскую академию государственной службы.
С 2001 по 2007 годы — первый заместитель главы администрации Ленинского района города Саратова. С 2007 по 2009 годы — заместитель главы администрации города Саратова по жилищно-коммунальному комплексу. В 2009 году назначен первым заместителем главы администрации Кировского района города Саратова, а затем, в том же году — главой администрации того же района. В должности главы администрации Кировского района города Саратова проработал до 2015 года.
С 2015 по 2017 годы — заместитель главы администрации города Саратова по городскому хозяйству.
С сентября 2017 года по март 2018 года — исполняющий обязанности главы администрации города Саратова.
В марте 2018 года вновь назначен главой администрации Кировского района города Саратова. С 16 октября 2023 года уволен с занимаемой должности на фоне скандала с переполненными классами в саратовском лицее «Солярис».